# (5079) Brubeck
(5079) Brubeck es un asteroide perteneciente al cinturón de asteroides, descubierto el 16 de febrero de 1975 por el equipo del Observatorio Félix Aguilar desde el Complejo Astronómico El Leoncito, San Juan, Argentina.

## Designación y nombre
Designado provisionalmente como 1975 DB. Fue nombrado Brubeck en honor al pianista y compositor de origen estadounidense Dave Brubeck conocido por sus notables composiciones de música jazz, y sus representaciones con su famoso cuarteto.

## Características orbitales
Brubeck está situado a una distancia media del Sol de 2,643 ua, pudiendo alejarse hasta 3,180 ua y acercarse hasta 2,106 ua. Su excentricidad es 0,203 y la inclinación orbital 10,76 grados. Emplea 1569,68 días en completar una órbita alrededor del Sol.

## Características físicas
La magnitud absoluta de Brubeck es 12,7. Tiene 17 km de diámetro y su albedo se estima en 0,0592. Está asignado al tipo espectral B según la clasificación SMASSII.